# Thierry Lacour
Thierry Lacour (30 de octubre de 1958) es un jinete francés que compitió en la modalidad de concurso completo.
Ganó tres medallas de bronce en el Campeonato Europeo de Concurso Completo entre los años 1979 y 1987, en la prueba por equipos.

## Palmarés internacional
| Campeonato Europeo | Campeonato Europeo | Campeonato Europeo | Campeonato Europeo |
| Año                | Lugar              | Medalla            | Categoría          |
| ------------------ | ------------------ | ------------------ | ------------------ |
| 1979               | Luhmühlen (RFA)    | Medalla de bronce  | Por equipos        |
| 1983               | Frauenfeld (Suiza) | Medalla de bronce  | Por equipos        |
| 1987               | Luhmühlen (RFA)    | Medalla de bronce  | Por equipos        |